# Manifesto per la soppressione dei partiti politici
Il Manifesto per la soppressione dei partiti politici (Note sur la suppression générale des partis politiques) è un breve trattato scritto dalla filosofa Simone Weil nel 1943 a Londra, al termine della sua vita. Fu pubblicato postumo sette anni dopo, nella rivista mensile La Table ronde (n. 26, febbraio 1950), e in seguito dalla casa editrice Gallimard, prima come libro a sé stante (1953) e poi all'interno della raccolta Écrits de Londres et dernières lettres (1957).

## Contenuti
Nell'opera l'autrice mette in luce come i partiti politici in realtà tradiscano la loro originaria funzione di organizzazioni di cittadini ispirati da un sentire comune per trasformarsi in organizzazioni gerarchiche e autoritarie. L'autrice propone quindi la soppressione di tutti i partiti politici in quanto divenuti entità orientate unicamente alla propria sopravvivenza e completamente scollegate sia dalla loro originaria funzione che dai cittadini.

## Debiti e influenze
In quest'opera Simone Weil fece propria la critica rousseauiana alla rappresentanza e sostenne un ideale di democrazia diretta ispirato alle tesi del Contratto sociale.
La critica di Simone Weil ai partiti influenzò la visione politica di Adriano Olivetti. Inoltre, il suo pensiero è stato ripreso nel saggio Manifesto per l'abolizione dei partiti politici dell'ex parlamentare Willer Bordon.

## Edizioni
- Simone Weil, Appunti sulla soppressione dei partiti politici, traduzione di Franco Ferrarotti, «Comunità» n. 10, ottobre 1951[4]
- Simone Weil, Nota sulla soppressione dei partiti politici, traduzione di Giancarlo Gaeta, «Diario», anno IV, n. 6, giugno 1988, pp. 3-20
- Simone Weil, Manifesto per la soppressione dei partiti politici, traduzione di Fabio Regattin, Roma, Castelvecchi, 2008, ISBN 978-88-7615-234-4.
- Simone Weil, Manifesto per la soppressione dei partiti politici, traduzione di Fabio Regattin, prefazione di André Breton, Roma, Castelvecchi, 2012, ISBN 978-88-7615-697-7.
- Simone Weil, Senza partito. Obbligo e diritto per una nuova pratica politica, traduzione e cura di Marco Dotti, premessa di Marco Revelli, postfazione di Andrea Simoncini, Milano, Feltrinelli, 2013, ISBN 978-88-503-3229-8.
- (EN) Simone Weil, On the Abolition of All Political Parties, traduzione di Simon Leys, Melbourne, Black Inc., 2013, ISBN 978-1-921870-90-3.